# Guillermo Arriaga
Guillermo Federico Arriaga Jordán (13 maart 1958, Mexico-Stad) is een Mexicaanse auteur, scenarioschrijver en regisseur. Hij schreef onder andere het scenario van Amores perros, kreeg een BAFTA-nominatie 'Best Screenplay' voor 21 Grams en kreeg in 2005 op het Filmfestival van Cannes de prijs voor het beste scenario voor The Three Burials of Melquiades Estrada.

## Literair oeuvre
- Escuadrón Guillotina (1991)
- Un Dulce Olor a Muerte (1994)
- El Búfalo de la Noche (1999), in het Nederlands verschenen als Nachtbuffel (2006)
- Retorno 201 (2006)
- El salvaje (2016)
- Salvar el Fuego (2019)

## Filmografie
- Un Dulce Olor a Muerte (1999)
- Amores perros (2000)
- 21 Grams (2004)
- The Three Burials of Melquiades Estrada (2005)
- Babel (2006)
- El Búfalo de la Noche (2007)
- The Burning Plain (2008)

- Bibsys: 4076439
- Biblioteca Nacional de España: XX1341760
- Bibliothèque nationale de France: cb140499931 (data)
- Catàleg d'autoritats de noms i títols de Catalunya: 981058518640406706
- Gemeinsame Normdatei: 122782763
- International Standard Name Identifier: 0000 0001 2144 8881
- Library of Congress Control Number: n92055519
- Nationale Bibliotheek van Letland: 000348837
- Nationale Bibliotheek van Tsjechië: xx0068057
- Nationale Bibliotheek van Israël: 987007309782305171
- Nederlandse Thesaurus van Auteursnamen: 241182565
- Istituto Centrale per il Catalogo Unico: RAVV386433
- LIBRIS: 271025
- SNAC: w6q57bd7
- Système universitaire de documentation: 066966299
- Virtual International Authority File: 98492336
- WorldCat: E39PBJptYmRjRHCyjDJrkWf8YP